# خوسيه غوارديولا (ممثل)
خوسيه غوارديولا (بالإسبانية: José Guardiola)‏ هو ممثل إسباني، ولد في 8 ديسمبر 1921 في خوميا في إسبانيا، وتوفي في 10 مايو 1988 في مدريد في إسبانيا.

## وصلات خارجية
- خوسيه غوارديولا على موقع IMDb (الإنجليزية)
- خوسيه غوارديولا على موقع ألو سيني (الفرنسية)
- خوسيه غوارديولا على موقع أول موفي (الإنجليزية)
- خوسيه غوارديولا على موقع قاعدة بيانات الأفلام السويدية (السويدية)
- خوسيه غوارديولا على موقع قاعدة بيانات الفيلم (الإنجليزية)
- خوسيه غوارديولا على موقع كينوبويسك (الروسية)